# ADEDY

Logo der ADEDY

Die ADEDY (griechisch ΑΔΕΔΥ, Akronym für: Ανώτατη Διοίκηση Ενώσεων Δημοσίων Υπαλλήλων, Anótati Diíkosi Enóseon Dimosíon Ypallílon, Oberster Verband der Vereinigungen der öffentlichen Angestellten) ist der Dachverband der gewerkschaftlichen Verbände der Angestellten und Beamten des Öffentlichen Dienstes in Griechenland.
Die ADEDY ging aus der im Mai 1926 gegründeten SDYE (ΣΔΥΕ, Συνομοσπονδία Δημοσίων Υπαλλήλων Ελλάδας Bund öffentlicher Angestellter Griechenlands) hervor, deren Tätigkeit während der Metaxas-Diktatur unterbunden wurde. Nach wechselvoller Geschichte – Spaltungen, Zusammenschlüsse und Unterbrechung durch den Bürgerkrieg – wurde sie im Dezember 1947 als ADEDY neugegründet.
Mitglieder  sind die sekundären Organisationen der Angestellten und Beamten im Dienst des Staates, der juristischen Personen des öffentlichen Rechts und der autonomen lokalen Selbstverwaltungen. Dabei handelt es sich um 52 Gewerkschaftsverbände mit 1.366 Einzelgewerkschaften. Die Zahl der Mitglieder dieser Gewerkschaften wurde für das Jahr 2009 mit etwa 311.000 angegeben.
Die ADEDY ist nach der GSEE (griechisch ΓΣΕΕ, Γενική Συνομοσπονδία Εργατών Ελλάδας ‚Allgemeiner Arbeiterbund Griechenlands‘), dem Dachverband der Gewerkschaften der Arbeitnehmer der Privatwirtschaft, die zweitgrößte gewerkschaftliche Organisation in Griechenland. Da die Arbeitnehmer des öffentlichen Dienstes besonders von den zur Bewältigung der griechischen Finanzkrise verordneten Einsparmaßnahmen betroffen sind, steht die ADEDY bei den hiergegen gerichteten Protesten und Streiks an vorderster Front.
ADEDY ist Mitglied des Europäischen Gewerkschaftsbundes.